# Missisquoi River
Der Missisquoi River (englisch; in den USA) oder Rivière Missisquoi (französisch; in Kanada) ist ein Fluss im US-Bundesstaat Vermont und in der kanadischen Provinz Québec.

## Flusslauf
Er entspringt mit seinem Südarm in der Nähe von Lowell und verläuft in einer angenäherten Nord-West-Richtung durch die Täler der Green Mountains in Richtung des Lake Champlain, in dem er mit mehreren Armen ein Mündungsdelta bildet. Die Bucht, in die der Missisquoi River mündet, wurde nach ihm Missisquoi Bay benannt.
Im Flussverlauf überquert der Missisquoi River bei North Troy die Grenze nach Kanada, wo er sich bei Highwater mit dem Nordlauf des Flusses, dem Rivière Missisquoi Nord, vereint. Auf kanadischem Gebiet verläuft der Fluss über 24 km Länge weitgehend parallel zur Grenze zu den USA, bevor er bei Richford wieder auf US-amerikanisches Gebiet wechselt. Der Fluss verläuft dann durch mehrere Towns und Siedlungen, an denen er zum Teil über Wasserfälle stürzt, die in der frühen Phase der Industrialisierung der Gegend durch Mühlen genutzt wurden.
Kurz hinter Swanton verzweigt sich der Fluss in mehrere Arme, mit denen er ein Mündungsdelta in den Lake Champlain hinein ausbildet. Dieses Flussdelta wird durch ein Naturschutzgebiet, das Missisquoi National Wildlife Refuge, geschützt. Es gehört zu einer Reihe von Schutzgebieten, die Zugvögeln zwischen der Atlantikküste und den Großen Seen als Rastplätze dienen.
Der Fluss hat keine Bedeutung als Schifffahrtsweg. Lediglich als touristische Attraktion werden Kanufahrten auf dem Flusslauf angeboten. Weiterhin gilt das Gewässer als Anziehungspunkt für Sportangler.